# Lac Fati
Pour les articles homonymes, voir Fati.
Le lac Fati est un lac du Mali situé au nord du delta central du Niger faisant partie du système hydraulique du lac Faguibine situé à quelques kilomètres au nord-ouest près de la ville de Goundam dans la région de Tombouctou.